# جروو بايين
جروو بايين (بالفارسية: جرووِ پایین) هي قرية أفغانية في مقاطعة خواهان التابعة لولاية بدخشان الواقعة في شمال شرق أفغانستان.